# Роша, Натали
Натали Роша де Соуза  (порт.-браз. Nataly Rocha de Sousa; 1986 или 1987, Сеара) —  бразильская актриса кино, театра и телевидения.

## Биография
Имеет театральное образование.
Наиболее ивестна благодаря ролям в фильмах и телесериалах    «Рания» (2012), «Страх темноты» (2015), «Так гласит легенда» (2016),  «Странная история Эсекьеля» (2016),  и «Наказание» (2021).
В 2023 году Роша сыграла главную женскую роль Даяны в картине режиссёра Карима Аймуза «Мотель Дестино», отобранном для участия в основной конкурсе Каннского международного кинофестиваля 2024. Она была выбрана режиссёром среди около 500 претенденток. Съёмки фильма проходили в штате Сеара, родном для актрисы. Героиня Натали обычная женщина, вынужденная жить с жестоким и нелюбимым мужем, бывшим полицейским и владельцем мотеля, однажды встречающая парня по имени Эральдо намного младше себя.
Помимо актёрской деятельности Натали Роша исследует сценарное мастерство в театре и кино, а также гибридизацию музыкальных жанров, изобразительное искусство и искусство перформанса.
В качестве директора по кастингу и актёрского педагога она была отмечена национальной премией кинокритиков «Гуарани» (совместно с Моникой Мендеш) за фильм «Голова Него».